# Креєшть (Галац)
Креєшть, Креєшті (рум. Crăiești) — село у повіті Галац в Румунії. Входить до складу комуни Вирлезь.
Село розташоване на відстані 214 км на північний схід від Бухареста, 60 км на північ від Галаца, 136 км на південь від Ясс.

## Населення
За даними перепису населення 2002 року у селі проживали 957 осіб, усі — румуни. Усі жителі села рідною мовою назвали румунську.